# پائولوی دلقک آواز می‌خواند
«پائولوی دلقک آواز می‌خواند» (فرانسوی: Paulus chantant‎) یک فیلم صامت و کوتاه فرانسوی به کارگردانی ژرژ ملی‌یس است که در سال ۱۸۹۷ منتشر شد. این مجموعه‌فیلم از پنج فیلم کوتاه تشکیل شده است.
هر پنج فیلم، گمشده اند.